# Ludvíkovice
Ludvíkovice település Csehországban, Děčíni járásban. Ludvíkovice Dobrná, Bynovec, Huntířov, Hřensko, Arnoltice, Kámen és Děčín településekkel határos. Lakosainak száma 955 fő (2024. január 1.).

## Népesség
A település lakosságának változását az alábbi diagram mutatja:
| Lakosok száma | 602  | 847  | 1025 | 794  | 702  | 881  | 940  | 933  | 910  | 955  |
|               | 1869 | 1900 | 1921 | 1961 | 1980 | 2011 | 2016 | 2019 | 2021 | 2024 |